# Cuerpo de Reservistas femeninas de los Marines de los Estados Unidos

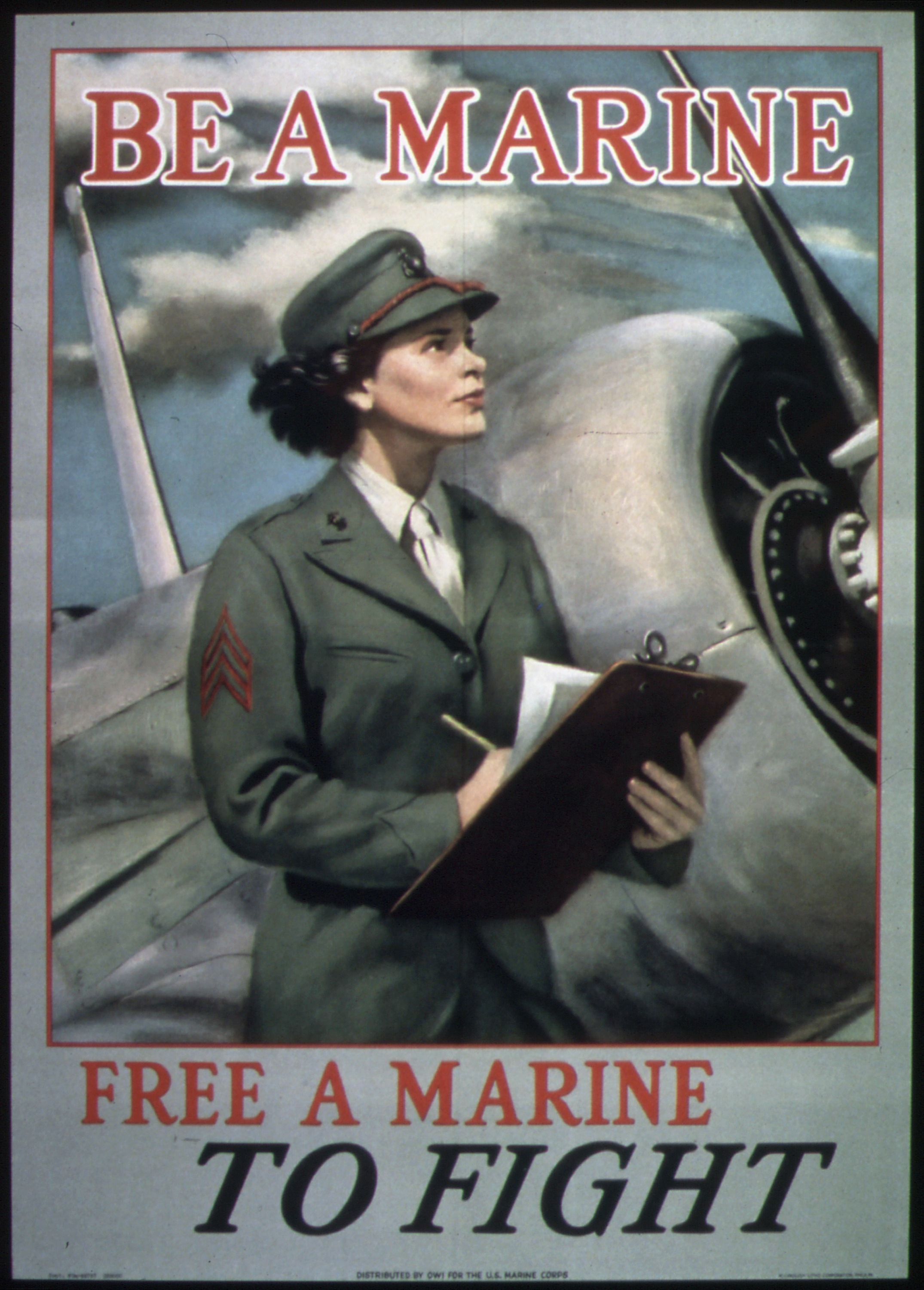
Cartel de reclutamiento de la Reserva Femenina del Cuerpo de Marines durante la Segunda Guerra Mundial.

El Cuerpo de Reservistas femeninas de los Marines de los Estados Unidos (USMCWR) fue la rama femenina de la Reserva del Cuerpo de Marines de los Estados Unidos durante la Segunda Guerra Mundial. Fue autorizada por el Congreso de los Estados Unidos y promulgada por el presidente Franklin D. Roosevelt el 30 de julio de 1942. Su objetivo era liberar a los oficiales y hombres para el combate y reemplazarlos por mujeres en los puestos costeros de EE. UU. mientras durase la guerra más seis meses. Ruth Cheney Streeter fue nombrada primera directora. El USMCWR no tenía un apodo oficial, como los demás servicios militares femeninos de la Segunda Guerra Mundial.
Durante la Segunda Guerra Mundial, las jóvenes deseaban servir en el ejército, y el Cuerpo de Marines sólo quería a las mejores. Las normas establecidas para las mujeres que deseaban alistarse como voluntarias en la Reserva eran exigentes. Sin embargo, la Reserva no aceptó a mujeres afroamericanas o japonesas durante la Segunda Guerra Mundial, pero sí a mujeres nativas americanas. Las candidatas a oficiales se entrenaban primero en la Escuela de Guardiamarinas de la Marina para mujeres oficiales del Mount Holyoke College en South Hadley, Massachusetts. El lugar de entrenamiento inicial para las mujeres alistadas fue la Escuela de Entrenamiento Naval del Hunter College en el Bronx, Nueva York. A su debido tiempo, el Cuerpo de Marines descubrió las ventajas de tener sus propios centros de entrenamiento. Así, el 1 de julio de 1943, todo el entrenamiento de la Reserva se trasladó a Camp Lejeune, Carolina del Norte. Los miembros sirvieron en estaciones costeras y aéreas de todo el territorio continental de Estados Unidos. El territorio incorporado de Hawai fue el único lugar de destino en ultramar al que fueron destinados los miembros. Prestaron servicio en ocupaciones clasificadas como profesionales, semiprofesionales, administrativos, oficios especializados, servicios y ventas. El número máximo de efectivos de la Reserva fue de unos 19.000. Con el final de la Segunda Guerra Mundial a la vista, el cuerpo comenzó a desmovilizar a sus miembros. En diciembre de 1945, la Reserva se había reducido a 12.300, y en agosto de 1946 contaba con unos 300 miembros.
Al principio, los miembros masculinos del Cuerpo de Marines sometieron a las mujeres a cierto grado de resentimiento y lenguaje grosero. Las mujeres superaron estas indignidades con sus logros en el trabajo y el aplomo con el que actuaban. Con el tiempo, la mayoría de sus detractores se convirtieron en sus partidarios. Por su gestión de la Reserva, el Cuerpo de Marines concedió a Ruth Cheney Streeter la Legión al Mérito. Con motivo del primer aniversario de su creación, la Reserva recibió un mensaje del Presidente Franklin D. Roosevelt en el que observaba: «Habéis asumido rápida y eficazmente decenas de tareas diferentes que no hace mucho se consideraban tareas estrictamente masculinas y, al hacerlo, habéis liberado para la acción a un gran número de hombres del cuerpo bien entrenados y preparados para la batalla.» Inicialmente, el General Thomas Holcomb, Comandante del Cuerpo de Marines de EE. UU., se había opuesto a que las mujeres sirvieran en el Cuerpo de Marines. Sin embargo, antes de finales de 1943, se retractó diciendo: "Como la mayoría de los Marines, cuando se planteó el asunto por primera vez no creía que las mujeres pudieran servir a ningún propósito útil en el Cuerpo de Marines....Desde entonces he cambiado de opinión".

## Antecedentes

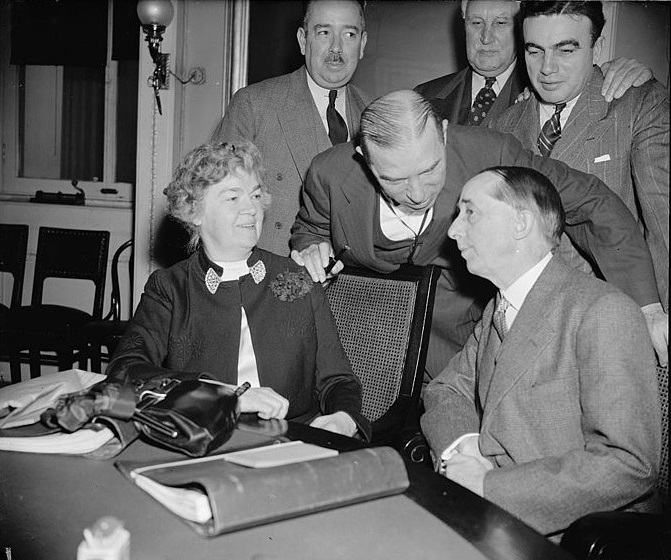
La representante Edith Nourse Rogers de Massachusetts fotografiada con otros representantes en 1939

Al estallar la Segunda Guerra Mundial, la idea de que las mujeres sirvieran en la Marina o en el Cuerpo de Marines (ambos bajo la jurisdicción del Departamento de Marina) no contaba con el apoyo generalizado del Congreso ni de las ramas de los servicios militares. Sin embargo, algunos creían que las mujeres acabarían siendo necesarias en el ejército. Las más notables fueron Edith Nourse Rogers, representante de Massachusetts, y Eleanor Roosevelt, esposa del presidente, que contribuyeron a allanar el camino para que se hiciera realidad. El 30 de julio de 1942, el presidente Franklin D. Roosevelt firmó lo que se convertiría en la Ley Pública 689, por la que se establecía la Reserva Femenina como una rama de la Reserva Naval para la Armada y el Cuerpo de Marines. La idea que subyacía a la ley era liberar a los oficiales y a los hombres para el combate, y que las mujeres les sustituyeran en los puestos de tierra del frente interno. A partir de entonces, las mujeres podrían servir en la Reserva como oficiales o alistadas, con rangos o grados equivalentes a los de los hombres. Las voluntarias de la Reserva sólo podían servir durante la guerra, más seis meses.
El Cuerpo de Marines retrasó la formación de la Reserva hasta el 13 de febrero de 1943. Fue el último cuerpo en aceptar mujeres en sus filas, y hubo un considerable descontento por hacer del Cuerpo de Marines algo más que un club para hombres blancos. De hecho, el General Thomas Holcomb, Comandante del Cuerpo de Marines, era un conocido opositor a que las mujeres sirvieran en el cuerpo. A finales de 1943, sin embargo, se había retractado, diciendo: "apenas hay trabajo en nuestras estaciones de Marines que las mujeres no puedan hacer tan bien como los hombres. Hacen algunos trabajos mucho mejor que los hombres...Además, son auténticas Marines. No tienen apodo y no lo necesitan". Holcomb rechazaba todas las siglas o apodos para la Reserva; no creía que fueran obligatorios. A pesar de la aversión de Holcomb por los apodos, surgieron varios para la Reserva, entre ellos: Femarines, WAMS, BAMS, Dainty Devil-Dogs, Glamarines, Women's Leatherneck-Aides, MARS y Sub-Marines. En el verano de 1943, los intentos de presionar a la Reserva para que adoptara un apodo habían disminuido. «WR» fue lo más lejos que Holcomb llegaría en esa dirección.

## Liderazgo

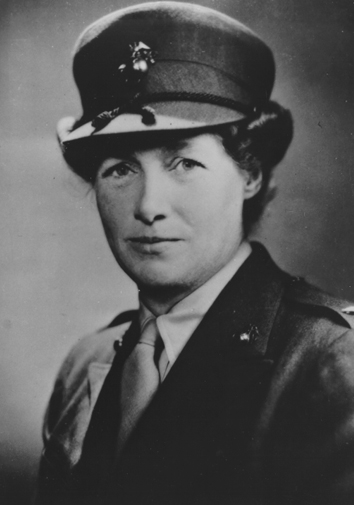
Ruth Cheney Streeter, primera directora de la Reserva Femenina del Cuerpo de Marines durante la Segunda Guerra Mundial

Ruth Cheney Streeter fue nombrada primera directora de la Reserva, recibió el grado de comandante y prestó juramento ante el Secretario de Marina el 29 de enero de 1943. Un año más tarde, Streeter fue ascendida a coronel. No fue la primera mujer en entrar en servicio activo en el Cuerpo de Marines durante la Segunda Guerra Mundial. Semanas antes, la Sra. Anne A. Lentz, experta en ropa civil que había ayudado a diseñar los uniformes de la Reserva, fue nombrada capitana. Lentz llegó al cuerpo en una asignación de 30 días del Cuerpo Auxiliar del Ejército Femenino (WAAC) y se quedó.
Streeter nació en Brookline, Massachusetts, en 1895 y asistió al Bryn Mawr College durante dos años. Era esposa de un destacado abogado y hombre de negocios de Morristown (Nueva Jersey), y madre de cuatro hijos, tres de ellos en el ejército durante la Segunda Guerra Mundial, y una hija menor. Aunque Streeter llevaba 20 años de trabajo cívico activo, nunca había tenido un empleo remunerado. Fue seleccionada entre doce mujeres destacadas, todas ellas recomendadas para el cuerpo por la decana Virginia C. Gildersleeve, del Barnard College, que antes había recomendado a Mildred McAfee para la dirección del Women Accepted for Volunteer Emergency Service (WAVES). Streeter tenía 47 años cuando fue seleccionada para dirigir la Reserva. En la publicación Free a Marine to Fight, la Coronel Mary V. Stremlow (Ret. MCWR) la describió como una persona segura de sí misma, enérgica, patriota y con principios. En 1940, Streeter creía que Estados Unidos se vería arrastrado a la Segunda Guerra Mundial. Con la intención de participar en el esfuerzo bélico, aprendió a volar y obtuvo la licencia de piloto comercial. Entonces compró un pequeño avión y en el verano de 1941 se alistó en la Patrulla Aérea Civil. Su avión se utilizó para volar en misiones, recuerda Streeter, pero no estaba contenta, relegada a hacer «todo el trabajo sucio». Entonces, cuando se formaron las Women Airforce Service Pilots (WASP), aunque Streeter superaba en doce años el límite de edad, presentó cinco solicitudes y fue rechazada en cinco ocasiones. En enero de 1943, cuando preguntó por el servicio en las WAVES, le dijeron que volar estaba descartado, pero que podía ser instructora de tierra. Streeter lo rechazó y un mes después se convirtió en directora de la Reserva. Durante su mandato como directora, envió una carta abierta a todas las mujeres reclutas en la que decía: «No es fácil liberar a un marine para que luche (eslogan de reclutamiento de la Reserva). Se necesita coraje, el coraje de embarcarse en una nueva y ajena forma de vida... Vuestro espíritu es una fuente de inspiración constante para todos los que trabajamos con vosotras".
La coronel Streeter renunció a su cargo en la Reserva el 7 de diciembre de 1945. (Fue sustituida por la teniente coronel Katherine A. Towle.) Unos meses más tarde, el Cuerpo de Marines concedió a Streeter la Legión al Mérito. Se trataba de la mayor condecoración jamás concedida a una mujer marine como resultado de su servicio en la Segunda Guerra Mundial. El Cuerpo de Marines también le dedicó el edificio del cuartel general del Cuarto Batallón de Entrenamiento de Reclutas en Parris Island, Carolina del Sur. Streeter falleció el 9 de septiembre de 1990, dos días antes de cumplir 95 años.

## Reclutamiento

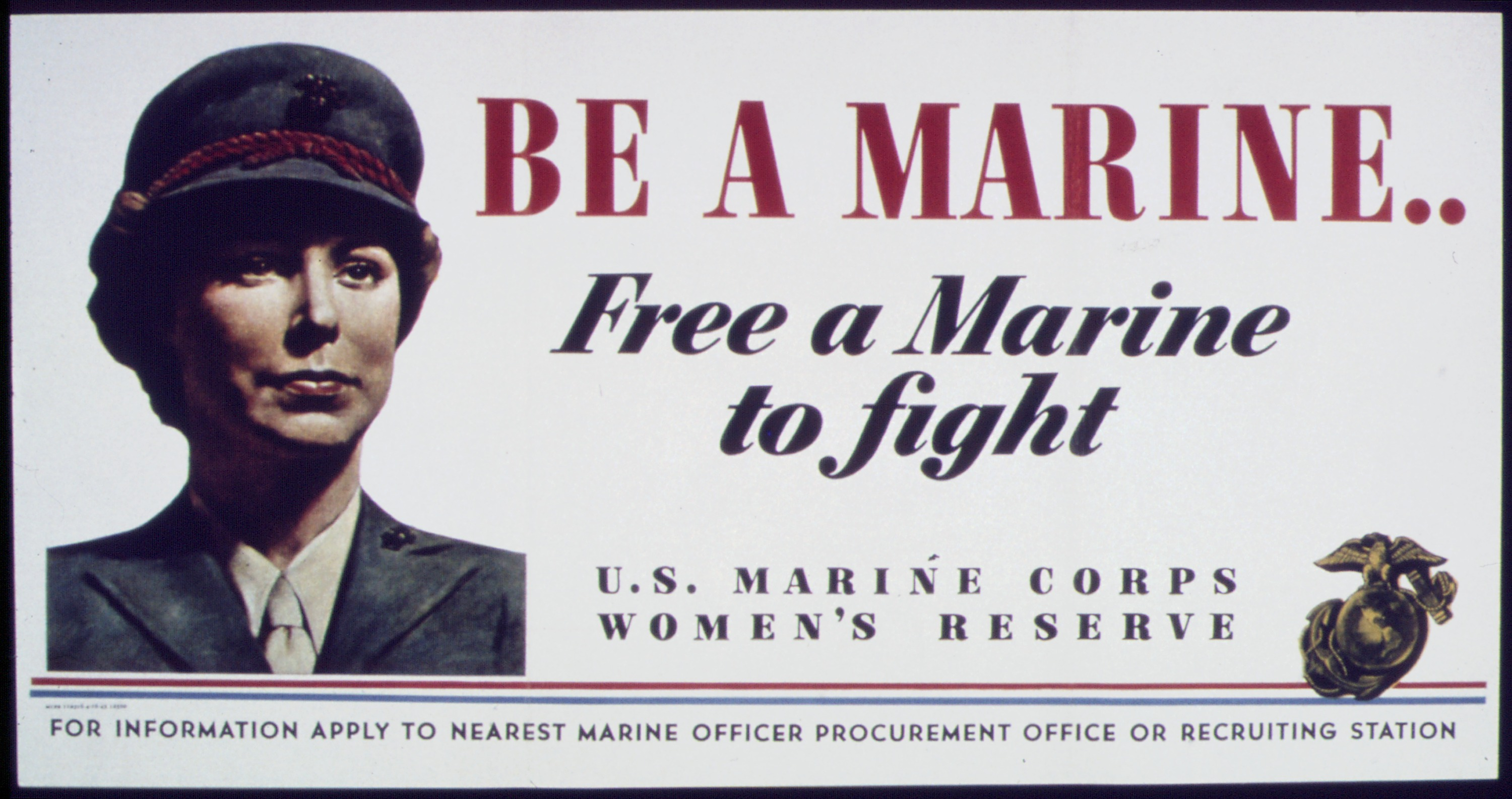
Cartel de reclutamiento de la Reserva Femenina del Cuerpo de Marines durante la Segunda Guerra Mundial.

Los requisitos para las mujeres que deseaban ser miembros de la Reserva eran estrictos. Los requisitos para las candidatas a oficiales y las alistadas eran similares: ciudadanía estadounidense; no estar casada con un marine; ser soltera o estar casada pero sin hijos menores de 18 años; estatura no inferior a 150 cm; peso no inferior a 43 kg; buena vista y buena dentadura. Para los miembros alistados, los límites de edad eran de 20 a 35 años, y se exigía que el aspirante tuviera al menos dos años de estudios secundarios. Para los candidatos a oficiales, los límites de edad eran de 20 a 49 años, y debían ser licenciados universitarios o tener una combinación de dos años de estudios universitarios y dos años de experiencia laboral. Más tarde, se permitió la incorporación de las esposas de los marines alistados, y las mujeres alistadas podían casarse después del campamento de entrenamiento.

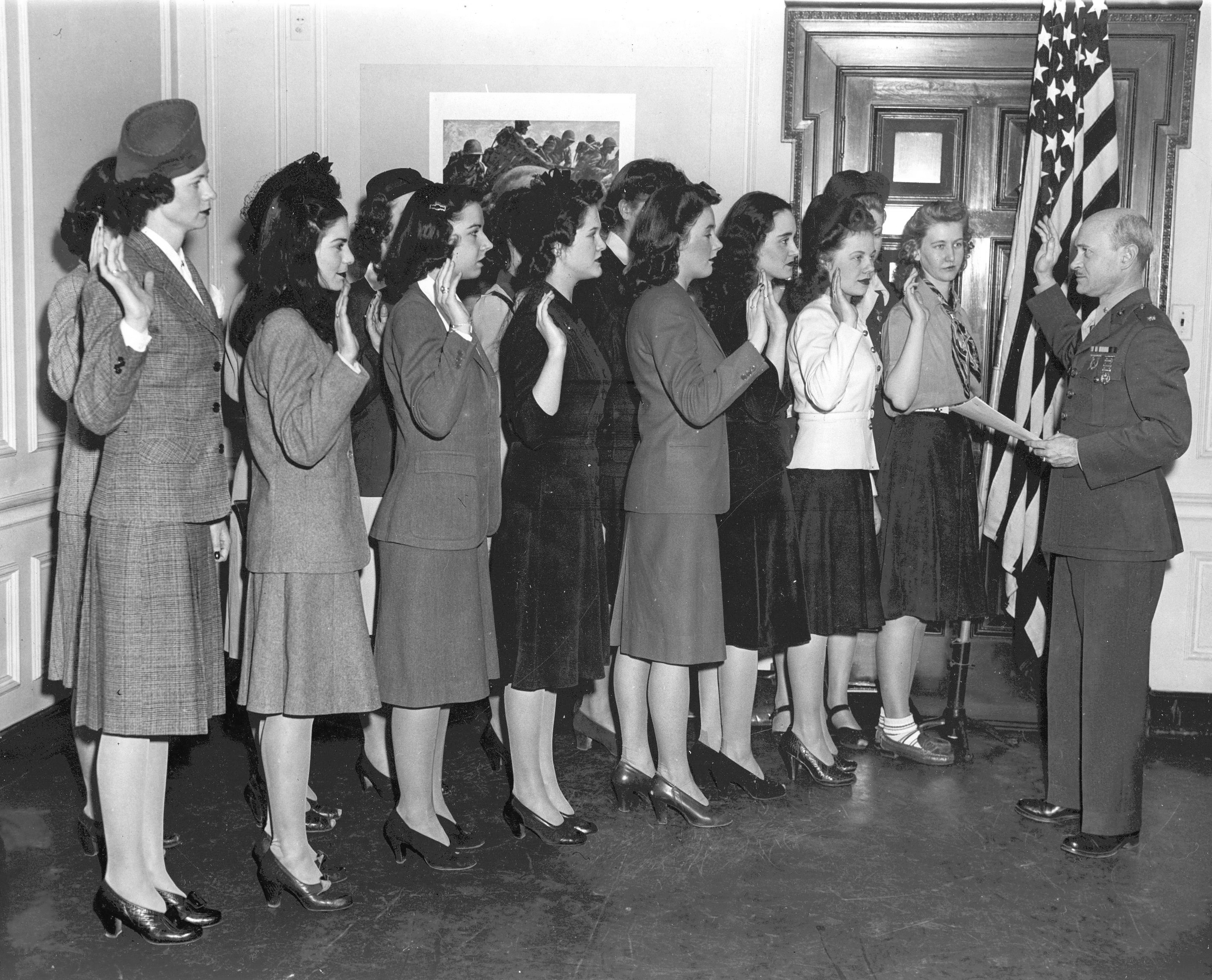
Mujeres alistadas jurando su cargo en la Reserva Femenina del Cuerpo de Marines en la zona de Nueva York, 1943. Fotografía oficial del USMC

Mediante un acuerdo, la Marina y el Cuerpo de Marines designaron las oficinas de adquisición de la Marina como centros de reclutamiento tanto para las WAVES como para la Reserva. Esto ayudó a evitar la competencia en el reclutamiento de mujeres para cualquiera de los dos servicios navales. Las mujeres solicitantes de cualquiera de los dos servicios acudían a una oficina para alistarse y someterse a exámenes físicos. (Más tarde, la Reserva estableció su propia capacidad de reclutamiento.) Cuando surgieron reservas sobre si los marines reclutadores podían seleccionar adecuadamente a las mujeres solicitantes de la Reserva, se hizo un llamamiento para reclutar mujeres. Diecinueve candidatas a oficiales de WAVE se ofrecieron voluntarias; fueron trasladadas y asignadas a las oficinas de reclutamiento. Aún con los uniformes de WAVE, empezaron a reclutar a los primeros miembros de la Reserva. Lucile E. McClarren de Nemacolin, Pennsylvania, parece haber sido la primera mujer alistada reclutada el 13 de febrero de 1943. La Reserva no aceptó mujeres afroamericanas o japonesas-americanas.  La primera mujer nativa americana que se alistó en la Reserva fue Minnie Spotted-Wolf de Heart Butte, Montana; lo hizo en julio de 1943.  El reclutamiento inicial fue rápido, hasta el punto de que en algunos casos las mujeres juraban el cargo y se las ponía a trabajar en oficinas de adquisiciones, retrasando su entrenamiento hasta más tarde.
El eslogan «Liberen a un marine para que luche» demostró ser un fuerte reclamo para la Reserva, más fuerte que cualquiera de las WAC, WAVES o SPARS. Las jóvenes estaban ansiosas por servir en el ejército durante la Segunda Guerra Mundial, a menudo desafiando los deseos de sus familias. Los padres de Marian Bauer estaban tan disgustados cuando ingresó en el cuerpo que no la despidieron. El padre de Jane Taylor, veterano de la Primera Guerra Mundial, le dio este consejo: "No te quejes nunca. Lo haces por tu propia voluntad. No te reclutaron ni te obligaron. Ahora, vete: aprende, viaja y haz tu trabajo lo mejor que puedas". Hubo padres que pidieron una consideración especial para las hijas demasiado jóvenes para alistarse. La edad mínima de 20 años, fijada por ley, se mantuvo igual durante toda la guerra para la Reserva. Algunos padres se preguntaban por qué se enviaba a combatir a chicos de 18 años y no se podía alistar a chicas de 18. El plan de reclutamiento del Cuerpo, consistente en formar pelotones de unas 40 mujeres cada uno, que se reclutaban en la misma zona y se enviaban juntos como unidad al entrenamiento de la Reserva, caló rápidamente. El primer pelotón procedía de Filadelfia (Pensilvania), luego de Washington D. C. y Pittsburgh (Pensilvania), seguidos de Albany, Buffalo y el centro de Nueva York; Johnstown y el condado de Fayette (Pensilvania); Dallas y Houston (Texas); Miami (Florida); Saint Paul (Minnesota); Green Bay (Wisconsin); el estado de Alabama; y el norte y el sur de Nueva Inglaterra.
Aparte del patriotismo, el coronel Streeter estaba interesado en conocer las razones por las que las mujeres jóvenes se alistaban en la Reserva. En Camp Lejeune, Carolina del Norte, se llevó a cabo una encuesta entre 1.000 nuevos alistados en la que se planteaba esta pregunta. Los resultados de esta encuesta mostraron que 750 alistadas habían tenido razones positivas para alistarse. Algunos tenían familiares o amigos varones en las fuerzas armadas, y otros querían vengarse del enemigo, mientras que otros querían la experiencia que aportaría a sus vidas. Los 250 restantes reconocieron que intentaban escapar de algo: una mala vida familiar, un matrimonio roto, el aburrimiento o alguna decepción personal. Todo parecía indicar que Streeter no estaba descontento con los resultados. La Reserva cumplió su objetivo de reclutamiento el 1 de junio de 1944 y, a continuación, interrumpió todo reclutamiento. Comenzó de nuevo el 20 de septiembre de 1944, pero de forma limitada. Su fuerza máxima fue de unos 19.000 oficiales y mujeres alistadas.
El primer grupo de seis oficiales reclutados recibió comisiones directas en la Reserva. Fueron reclutadas por sus habilidades y experiencia civil, consideradas clave para el éxito del incipiente programa. Las asignaciones fueron: relaciones públicas, Teniente Primero E. Louise Stewart; entrenamiento, Capitán Charlotte D. Gower; clasificación y detalle, Capitán Cornelia D. T. Williams; actividades de la Costa Oeste, Capitán Lillian O'Malley Daly (que había sido marine en la Primera Guerra Mundial); Depósito de Reclutas, Capitán Katherine Towle; y Asistente del Director, Capitán Helen C. O'Neill. Estas mujeres fueron asignadas al servicio activo inmediatamente, sin ningún tipo de entrenamiento militar o adoctrinamiento formal en el cuerpo.
Para capitalizar la experiencia de las mujeres alistadas, a partir de julio de 1943 se les abrió el estatus de comisionadas. Para ser elegible, la solicitante tenía que haber completado seis meses de servicio, ser recomendada por su oficial al mando y ser seleccionada por una junta de oficiales masculinos y femeninos. Después de octubre de 1943, la mayoría de las mujeres oficiales procedían de las filas; sólo las mujeres civiles con conocimientos especializados o cualidades excepcionales de liderazgo eran aceptadas para la formación de oficiales.

## Uniformes

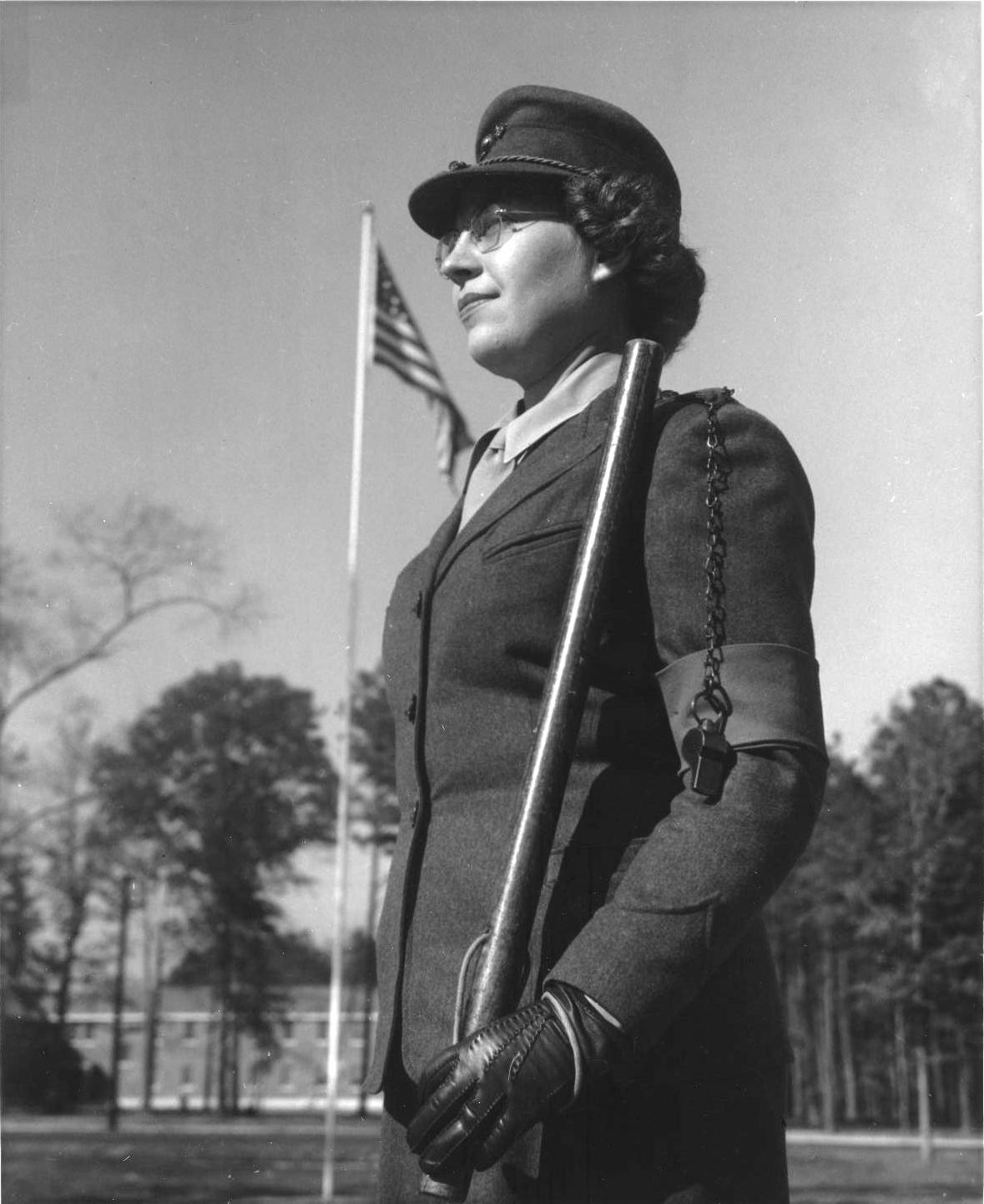
Con su uniforme de invierno, la soldado Eleanora Julia Csanady hace guardia en Camp Lejeune, Carolina del Norte, en 1943. Fotografía oficial del USMC

Los uniformes de la Reserva eran un asunto de importancia para el Cuerpo de Marines, hasta el punto de que una circular publicada a finales de 1943 decía lo siguiente:
El Cuerpo de Marines quiere que luzcas siempre tu mejor aspecto. Los uniformes que llevará han sido diseñados para ser cómodos, prácticos y extremadamente atractivos. Cuando te los pongas conocerás el orgullo de llevar un uniforme que es símbolo de valor y valentía en todas partes.
A los reclutas de la reserva se les prometían uniformes al llegar al campo de entrenamiento, pero no siempre era así. De hecho, durante el verano de 1943, algunos reclutas tuvieron que entrenarse vestidos de paisano hasta que estuvieron disponibles los uniformes de verano. Cuando llegaron los nuevos uniformes, resultaron ser uniformes de invierno en lugar de los uniformes de verano esperados. Los uniformes de verano de seersucker aún no habían sido diseñados. Las disputas sobre el tejido, el corte y la producción retrasaron la entrega. Con el tiempo, estos problemas se resolvieron, y la mayoría de las miembros de la Reserva consideraron que sus uniformes eran mucho más bonitos que los de las otras organizaciones militares femeninas.
El uniforme de invierno, tanto para los oficiales de la reserva como para los soldados rasos, se parecía en algunos aspectos al uniforme masculino. Era de color verde bosque y consistía en una falda, no más alta que la parte inferior de la rótula, una chaqueta sin cinturón con tres botones de bronce y una gorra verde ribeteada con un cordón escarlata. En la gorra y en las solapas del uniforme se colocaron emblemas del Cuerpo de Marines; en las mangas de la chaqueta se cosieron chevrones escarlata. Bajo la casaca se llevaba una camisa caqui y un pañuelo de campaña a juego. Se añadían al conjunto guantes, bandolera y zapatos de color marrón oscuro. Para las inclemencias del tiempo, había un gabán verde o una gabardina caqui, una bufanda roja y botas negras o gomas. Ni los oficiales ni los soldados rasos llevaban uniforme de invierno. Sin embargo, los oficiales podían modificar su uniforme de servicio de invierno para convertirlo en uniforme de gala sustituyendo el caqui habitual por una camisa blanca y una corbata verde bosque. Los soldados rasos no tenían esa libertad.
El uniforme de verano era un conjunto de dos piezas de color verde y blanco confeccionado en material seersucker lavable. Constaba de dos piezas, una falda y una chaqueta de manga corta con cuello de pico. La gorra era verde y estaba adornada con un cordón blanco, los botones eran blancos, los chevrones verdes y los emblemas bronce. Los zapatos eran marrones, los guantes blancos y los bolsos verde claro. El uniforme de gala de verano era de sarga blanca. Tenía mangas cortas y cuello en V, se llevaba con botones dorados en la chaqueta y la gorra, con emblemas de gala y zapatos blancos. Los oficiales podían elegir entre tres uniformes de verano. El primero era el blanco que llevaban las mujeres alistadas, pero con tirantes verdes añadidos. Los otros dos eran de sarga blanca o de un material similar. Uno era de manga corta y el otro de manga larga y sin cuello.
Para determinadas tareas se utilizaban pantalones de tela, aunque el uniforme de trabajo más común era el traje de servicio de algodón de color gris oliva, que se llevaba con zapatos de caña alta. Los pantalones tenían peto y tirantes cruzados, y se llevaban sobre una camisa de manga corta a juego, rematada por una chaqueta de manga larga. Para el recreo, las noches de campaña y el acondicionamiento físico, las mujeres infantes de marina llevaban el traje cacahuete, llamado así por su aspecto coloreado. Se trataba de un traje de color tostado, de una sola pieza, con corbatas en la parte inferior de los pantalones cortos. En consonancia con el decoro de la época, las mujeres se cubrían las piernas con una falda de línea A abotonada por delante cuando no participaban activamente en deportes, ejercicios o detalles de trabajo.

## Entrenamiento

### Mount Holyoke College

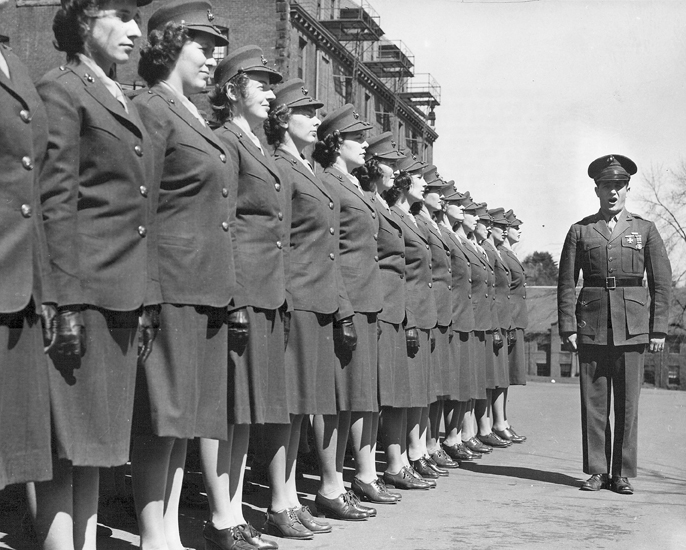
Primer grupo de candidatas a oficiales de la Reserva Femenina del Cuerpo de Marines llega al Mount Holyoke College en 1943. Fotografía oficial del USMC

Las candidatas a oficiales de la Reserva se formaron en el Mount Holyoke College de South Hadley, Massachusetts, una sucursal de la Escuela de Guardiamarinas de la Marina para mujeres oficiales del Smith College de Northampton, Massachusetts. El 13 de marzo de 1943, el primer grupo de 71 candidatos a oficiales llegó a la Escuela de Guardiamarinas del Mount Holyoke College. Los candidatos a oficiales se incorporaban como soldados rasos y, tras cuatro semanas, si aprobaban, se convertían en cadetes oficiales. Los que no cumplían los requisitos tenían dos opciones: pasar a la formación básica de alistados o esperar la baja. A los cadetes que completaban el curso de ocho semanas pero no eran recomendados para un nombramiento se les pedía que renunciaran. Finalmente se les licenciaba y se les permitía incorporarse a las filas de los alistados. El plan de estudios de los aspirantes a oficiales era el mismo que el de los WAVES, excepto en lo referente a la instrucción. Éste era impartido por instructores masculinos de la Infantería de Marina (suboficiales que se encargaban de la instrucción y el adoctrinamiento de los candidatos a oficiales y los reclutas alistados), que se mostraban abiertamente hostiles hacia las mujeres porque habían pasado a formar parte del Cuerpo de Marines, antes exclusivamente masculino. Los candidatos estudiaban las siguientes materias navales: organización; administración; personal; historia; estrategia; derecho; justicia; buques y aeronaves. La segunda parte de la formación versaba específicamente sobre temas del Cuerpo de Marines impartidos por marines varones. Incluía lo siguiente: administración; cortesía; lectura de mapas; guardia interior (para preservar el orden, proteger la propiedad y hacer cumplir las normas dentro del mando); salvaguardia de la seguridad militar y el acondicionamiento físico. El 4 de mayo de 1943, los miembros de la primera promoción recibieron sus comisiones en el Cuerpo de Marines. Un total de 214 mujeres oficiales completaron su formación en el Mount Holyoke College.

### Hunter College
Poco después de que la primera promoción de oficiales se presentara en el Mount Holyoke College, las mujeres alistadas de la Reserva recibieron la orden de dirigirse a la Escuela de Entrenamiento Naval del Hunter College en el Bronx, Nueva York. Entre el 24 y el 26 de marzo llegaron 722 reclutas. El 26 de marzo, 21 pelotones de mujeres comenzaron el entrenamiento con las WAVES y se graduaron el 25 de abril de 1943. Como la escuela estaba destinada a la instrucción de las WAVES, el plan de estudios estaba orientado a la Marina. Algunos temas no eran relevantes para los Marines, por lo que se hicieron modificaciones y se añadieron al personal instructores de instrucción de Marines varones. Las sesiones de entrenamiento incluían: instrucción; entrenamiento físico; costumbres; cortesías; historia; organización; administración; derecho naval; lectura de mapas; defensa contra ataques aéreos; identificación de aeronaves, y salvaguarda de la información militar. Durante el proceso, los marines varones no ocultaron su resentimiento hacia las mujeres por formar parte del cuerpo. Entre marzo y julio, 3.346 mujeres se entrenaron en el Hunter College, de las que se graduaron 3.280.

### Camp Lejeune

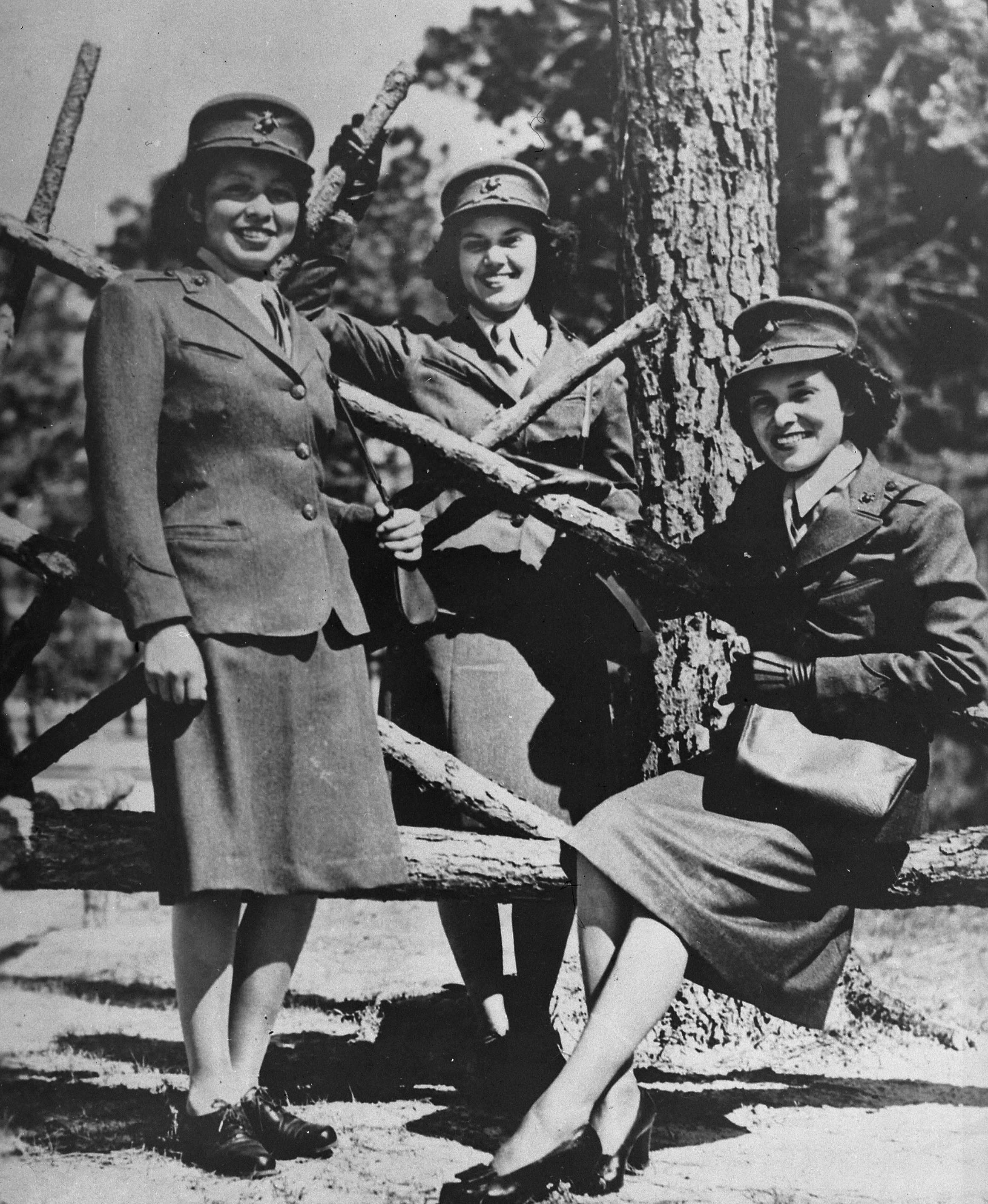
Tres miembros nativos americanos de la Reserva Femenina del Cuerpo de Marines, Camp Lejeune, Carolina del Norte. De izquierda a derecha: Minnie Spotted-Wolf (Blackfoot), Celia Mix (Potawatomi) y Viola Eastman (Chippewa) el 16 de octubre de 1943.

En un principio, el Cuerpo de Marines planeó utilizar las instalaciones existentes de la Marina para todo el adiestramiento de la Reserva, pero pronto se dio cuenta de la ventaja de tener sus propias escuelas de formación. Aunque el entrenamiento conjunto con la Marina resultó satisfactorio, no engendró el espíritu de cuerpo de los Marines que se esperaba. En consecuencia, el Cuartel General de los Marines decidió consolidar todo el entrenamiento de la Reserva en Camp Lejeune, Carolina del Norte. El Cuerpo de Marines abrió sus propias escuelas para candidatos a oficiales y entrenamiento de reclutas en Camp Lejeune en julio de 1943, bajo el mando del coronel John M. Arthur. Los candidatos a oficiales y los reclutas en formación en las instalaciones de la Marina fueron trasladados a Camp Lejeune, donde más de 15.000 mujeres se convirtieron en Marines durante el resto de la Segunda Guerra Mundial. El nuevo campamento recibió el nombre de John A. Lejeune (1867-1942), un distinguido oficial de los Marines. El área de 520 km² (200 millas cuadradas) se completó en 1943, con un edificio de cuartel general e instalaciones para el personal transitorio y permanente del Cuerpo de Marines. En Lejeune, el plan de estudios tanto para los candidatos a oficiales como para los reclutas alistados pasó de las clases teóricas sobre armas de combate a las demostraciones de armas reales. El personal de reserva observó demostraciones de combate cuerpo a cuerpo, uso de morteros, bazucas, lanzallamas, un surtido de cañones y lanchas de desembarco. Sin embargo, no se les adiestró para utilizar estas armas.
Dejar los campus universitarios por el centro de entrenamiento de Camp Lejeune supuso un cambio, pero introdujo a los candidatos a oficiales y a los reclutas en el entorno militar real del Cuerpo de Marines. Lo que no cambió respecto a la época en Mount Holyoke y Hunter fue el comportamiento hostil de los instructores de instrucción hacia las mujeres. En Lejeune no trataban de ocultar su resentimiento, a menudo se referían a las mujeres como BAMS (Broad Assed Marines) y utilizaban otras referencias groseras. En los primeros días de la Reserva, las mujeres fueron sometidas a considerables abusos verbales y psicológicos, lo que hizo mella en la Reserva y en su director, provocando que el general Holcomb (Comandante del Cuerpo de Marines) tomara medidas para acabar con ello. Con el tiempo, las hostilidades abiertas remitieron, y en poco tiempo la competencia, la seguridad en sí mismas, el aspecto afilado y el orgullo de las mujeres se ganaron a la mayoría de sus detractores.

## Misiones

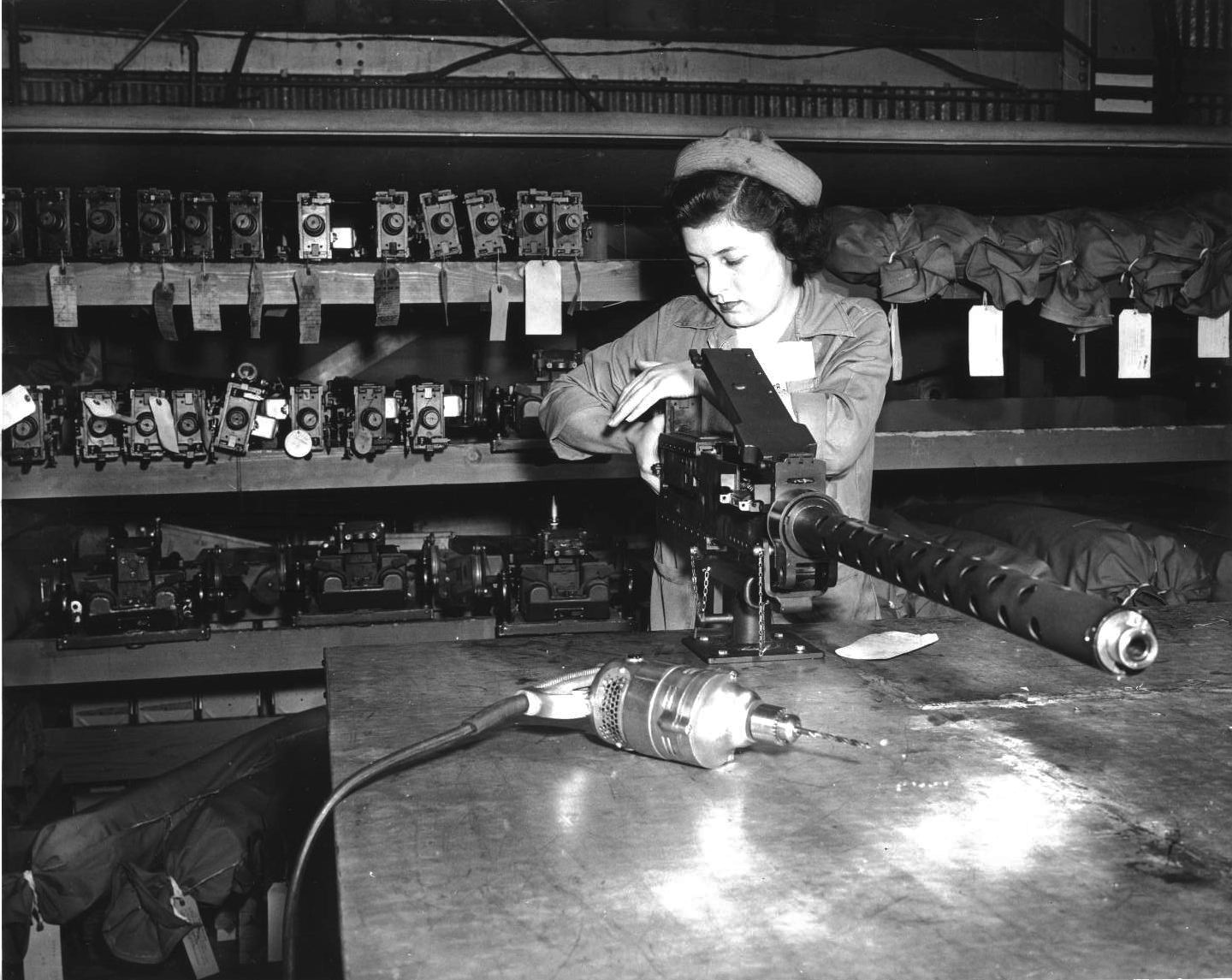
El soldado Marion Pillsbury monta una ametralladora del calibre 30 en la base del Cuerpo de Marines de San Diego, California, durante la Segunda Guerra Mundial. Fotografía oficial del USMC

Asignar puestos de trabajo en ocupaciones que las mujeres nunca habían desempeñado fue una tarea de enormes proporciones para el personal de colocación. Por costumbre social, las mujeres obreras no trabajaban en oficios y rara vez supervisaban a hombres. Las mujeres habían trabajado principalmente en oficinas, aulas, hospitales, tiendas minoristas, bibliotecas y salones de belleza. En 1943, la mano de obra del Cuerpo de Marines era escasa, pero los miembros de la Reserva estaban disponibles para suplir las carencias. Sin embargo, el cuerpo tuvo que seleccionar, entrenar, clasificar y asignar a las mujeres a trabajos en los que pudieran contribuir y hacerlo en el menor tiempo posible. Tras completar su entrenamiento básico en el Cuerpo de Marines, las mujeres seleccionadas recibieron formación avanzada en una variedad de especialidades. Al final de la guerra, 9.641 miembros de la Reserva habían asistido a más de 30 escuelas especializadas dirigidas por instituciones de enseñanza superior y departamentos del ejército estadounidense. La filosofía del coronel Streeter era dejarles intentarlo todo, excepto levantar objetos pesados y combatir. El 1 de junio de 1945, los efectivos de la Reserva eran 17.672, de los cuales 1.342 trabajaban en ocupaciones clasificadas como profesionales o semiprofesionales; 10.279 como administrativos; 741 en ventas; 587 en servicios; 344 en oficios cualificados; 1.305 como semicualificados; 14 como no cualificados; 35 como estudiantes; y seis en paradero desconocido. La literatura de reclutamiento del Cuerpo de Marines indicaba que había más de 200 tipos de trabajos disponibles en la Reserva. Si bien esto puede haber sido correcto, el hecho fue que más de la mitad de las mujeres fueron asignadas y trabajaron en campos administrativos. Los primeros destinos y estaciones para la Reserva incluyeron lugares como Washington, D.C.; Nueva York; Filadelfia; Chicago; San Diego; y Quantico, Virginia. La aviación de la Marina fue la unidad de más rápido crecimiento del Cuerpo. Tanto oficiales como mujeres alistadas sirvieron en estaciones aéreas del Cuerpo de Marines como Cherry Point y Edenton, Carolina del Norte; Parris Island, Carolina del Sur; El Centro, El Toro, Mojave y Santa Bárbara, California.

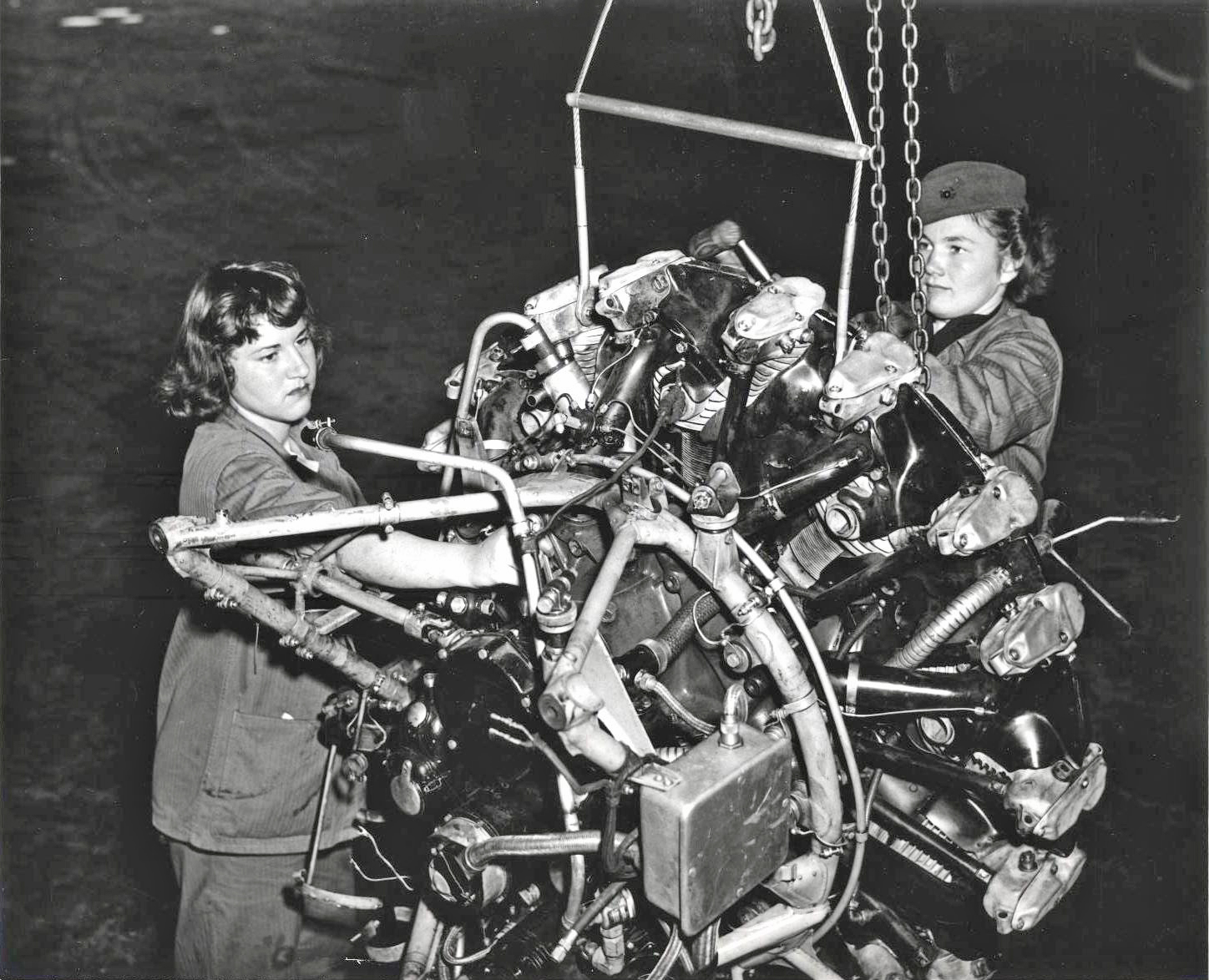
La soldado de primera clase Priscilla Goodrich (izquierda) y la soldado Elaine Munsinger (derecha) reparando motores en la Estación Aérea del Cuerpo de Marines de Cherry Point, Carolina del Norte, durante la Segunda Guerra Mundial. Fotografía oficial del USMC

Los miembros de la Reserva tenían prohibido servir fuera del territorio continental de Estados Unidos; sin embargo, este impedimento cambió el 27 de septiembre de 1944, cuando la Ley Pública 441 enmendó la 689 para permitir a los miembros de la Reserva servir en el Territorio de Hawai. Algunos pensaron que la promulgación de la Ley Pública 441 era anticlimática. El coronel Streeter creía que enviar miembros de la Reserva a Hawai «no merecía la pena por las molestias y el coste». Sin embargo, el Cuerpo de Marines envió mujeres a Hawai. El servicio en Hawai era voluntario. Muchos miembros se presentaron, pero sólo los mejores fueron aceptados. Las solicitantes debían cumplir los siguientes requisitos: haber estado en servicio activo al menos seis meses; comprometerse a una misión de 18 meses; no tener antecedentes penales; gozar de excelente salud mental y física; comprometerse a no solicitar permisos para visitar el continente y comprobar que no tenían personas a su cargo que pudieran requerir un viaje de regreso al continente. Además, se esperaba que las miembros tuvieran una personalidad estable, habilidades suficientes para ocupar uno de los puestos para los que se habían solicitado mujeres y motivación para hacer un buen trabajo. San Diego, California, se convirtió en la zona de concentración, donde se impartió un breve pero intenso curso de acondicionamiento físico. El primer contingente de mujeres llegó a Hawai el 28 de enero de 1945. A mediados de año, había unas 1.000 mujeres sirviendo en Hawai. En enero de 1946, todas estaban de vuelta en el continente.

## Accidentes fatales
Entre febrero de 1943 y septiembre de 1946, dieciocho mujeres miembros de la reserva murieron, la mayoría de ellas en accidentes automovilísticos fuera de servicio. Solo tres miembros murieron en el desempeño de sus funciones.
El 1 de octubre de 1945, cuatro miembros de la Estación Aérea de El Toro murieron cuando el automóvil en el que viajaban fue atropellado por un tren cerca de Irvine, California. La cabo Nancy Engwall y Anna McDougall (tasa desconocida) murieron instantáneamente, mientras que la Cabo Virginia Ruth Spalding y la soldado Shirley Kilian murieron más tarde en el Hospital Naval de Long Beach.
La Subteniente Mary Rita Palowitch y la Cabo Germaine C. Laville, Instructoras de Artillería Aérea, estaban enseñando en la estación aérea de Cherry Point, cuando un equipo civil de limpieza inició accidentalmente un incendio en su edificio. Inicialmente, Laville escapó, pero regresó al incendio después de escuchar a otros gritar pidiendo ayuda. Tanto Palowitch como Laville perecieron en el incendio. Laville fue citada póstumamente por su valentía.

## Desmovilización
Al final de la guerra, la tarea de desmovilización recayó en la Coronel Katherine A. Towle, el segundo director de la Reserva. En diciembre de 1945, la Reserva se redujo a unos 12.300 miembros, con expectativas de reducir este número en 2.000 cada mes a partir de entonces. El plan de desmovilización exigía la renuncia obligatoria o la destitución de todos los miembros de la Reserva para el 1 de septiembre de 1946. Se establecieron centros de separación en San Diego, San Francisco, El Toro, Parris Island y Lejeune. A principios de 1946, se especuló que se estaba considerando una legislación para otorgar a las mujeres un estatus permanente en el ejército, lo que llevó al Cuerpo de Marines a relajar su política de desmovilización. Luego, el 15 de junio de 1946, la oficina de la Reserva en tiempos de guerra se cerró cuando el Coronel Towle regresó a trabajar en la Universidad de California. El director saliente propuso que Julia E. Hamblet la reemplazara. Tres meses después, Hamblet fue nombrado tercer y último director de la Reserva en tiempos de guerra. Cuando llegó agosto de 1946, el Cuerpo de Marines había pedido a unas 300 mujeres que se quedaran, incluso cuando se cerraba el último cuartel de la Reserva. Durante los siguientes dos años, estas mujeres sirvieron en el Cuerpo de Marines en un estatus indeterminado. Pero el 30 de julio de 1948, se promulgó la Ley de Servicios Armados para Mujeres (Ley Pública 625), que permitió a estas y otras mujeres servir en el Cuerpo regular de Marines.

## Reconocimiento
En su primer aniversario, el 13 de febrero de 1944, la Reserva recibió un mensaje de felicitación del Presidente Franklin D. Roosevelt:

La nación está tan orgullosa de vosotras como de vuestros compañeros Marines, porque las mujeres Marines están manteniendo las brillantes tradiciones del cuerpo con un espíritu de lealtad y diligencia digno de la más alta admiración de todos los americanos. Ustedes han asumido rápida y eficientemente decenas de diferentes tipos de tareas que no hace mucho tiempo se consideraban tareas estrictamente masculinas, y al hacerlo, han liberado para la acción a un gran número de hombres del cuerpo bien entrenados y listos para la batalla....
El General Thomas Holcomb, Comandante del Cuerpo de Marines de EE. UU., se había opuesto inicialmente a que las mujeres sirvieran en el Cuerpo de Marines. Sin embargo, antes de finales de 1943, había dado marcha atrás, diciendo:
«Como la mayoría de los Marines, cuando surgió el tema por primera vez no creía que las mujeres pudieran servir para nada en el Cuerpo de Marines... Desde entonces he cambiado de opinión". Desde entonces he cambiado de opinión".

## Lectura adicional
- Campbell, D'Ann (1984). Women at War With America: Private Lives in a Patriotic Era. Cambridge Massachusetts: Harvard University Press. ISBN 978-0-674-95475-5. OCLC 10605327.